# Pi Sculptoris
Pi Sculptoris (π Scl) és un estel a la constel·lació de l'Escultor.
Té magnitud aparent +5,26 i s'hi troba a 215 anys llum de distància del sistema solar.
Pi Sculptoris és una gegant taronja de tipus espectral K0III. Amb una temperatura superficial d'entre 4.640 i 4.707 K, la seva lluminositat equival a la de 43 sols. Té una massa un 52% major que la massa solar.
La mesura del seu diàmetre angular en banda J —1,28 ± 0,02 mil·lisegons d'arc— permet avaluar el seu diàmetre real, resultant ser unes 9 vegades més gran que el diàmetre solar, una grandària comparable al de Pòl·lux (β Geminorum) o al de Menkent (θ Centauri), dos de les gegants taronges més properes a nosaltres. La major distància a la qual s'hi troba Pi Sculptoris —sis vegades major que la de Pòl·lux— fa que aparega menys brillant que aquestes.
Pi Sculptoris mostra una metal·licitat —abundància relativa d'elements més pesats que l'heli— inferior a la del Sol ([M/H] = -0,20). Igualment, la seva abundància relativa de ferro correspon a un 60% de la solar ([Fe/H] = -0,22). Elements com a níquel, titani i bari segueixen la mateixa pauta mentre que, per contra, els continguts de magnesi i sodi són semblants als del Sol.
Hom pensa que Pi Sculptoris pot ser un estel binari, si bé res se sap sobre el seu possible acompanyant.